# Globalindkomst
Globalindkomstprincippet er et centralt princip indenfor dansk skatteret, hvorved fuldt skattepligtige personer som udgangspunkt er skattepligtige af deres samlede indkomst, uafhængigt af om den stammer fra Danmark eller udlandet og uanset om indtægten (også) beskattes i udlandet. Princippet udledes af Statsskattelovens § 4, hvoraf det fremgår: Som skattepligtig Indkomst betragtes med de i det følgende fastsatte Undtagelser og Begrænsninger den skattepligtiges samlede Aarsindtægter, hvad enten de hidrører her fra Landet eller ikke... 

Beskattes en udenlandsk indtægt også i udlandet, opstår der dobbeltbeskatning. Dobbeltbeskatning kan undgås, såfremt de pågældende lande har indgået en dobbeltbeskatningsoverenskomst (DBO).  
Globalindkomstprincippet er ikke fuldt gældende for selskaber mv. Med indførelsen af territorialprincippet ved lov nr. 426 af den 6. juni 2005 fremgår det nu af selskabsskattelovens § 8, stk. 2., at indtægter og udgifter vedrørende et fast driftssted eller en fast ejendom i en fremmed stat, på Færøerne eller i Grønland ikke medregnes ved opgørelsen af selskabers danske indkomstopgørelse.